# UTC−11:00

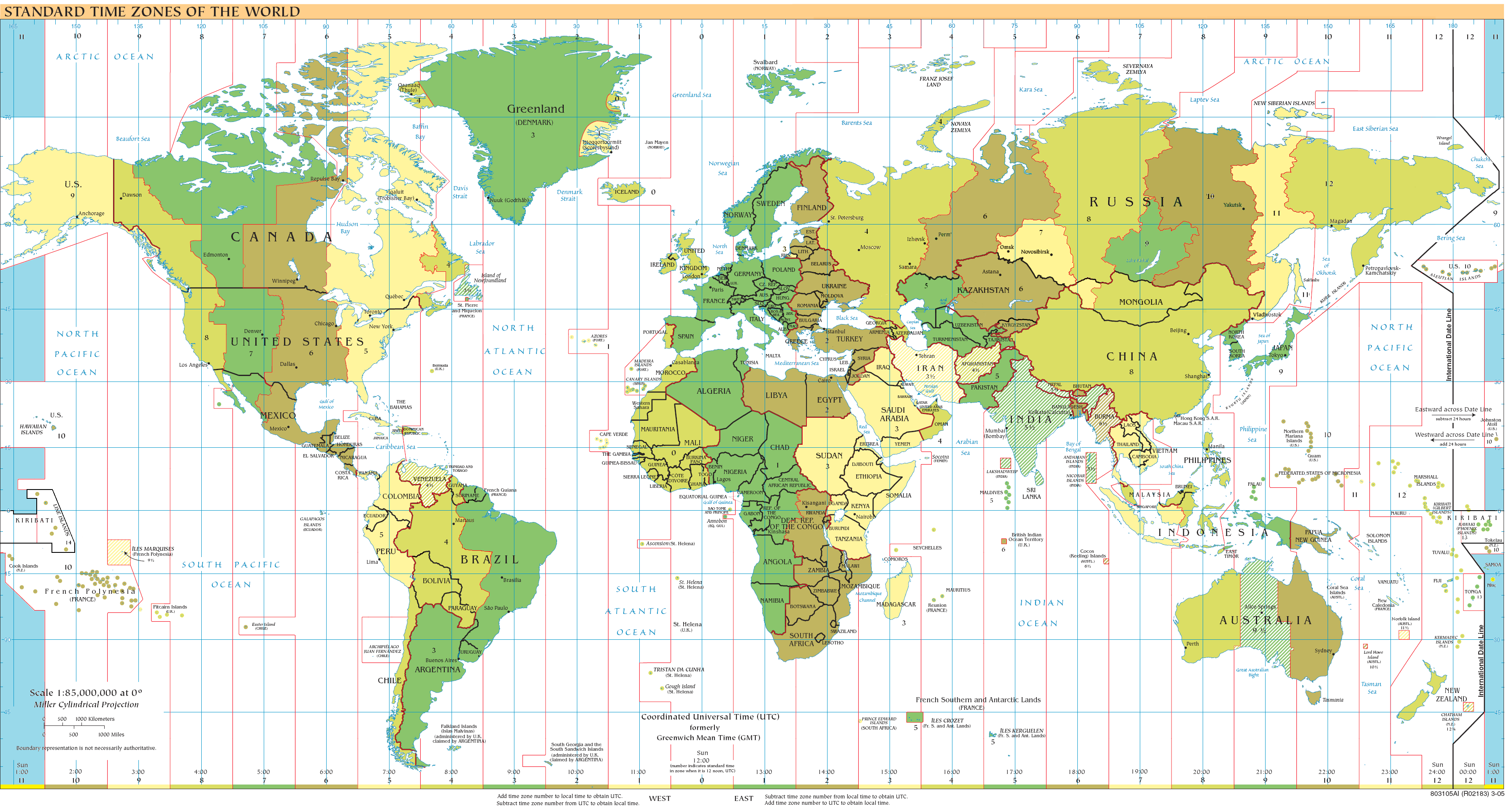
UTC–11 időeltolódásban lévő területek:

Az UTC-11:00 egy időeltolódás, amely tizenegy órával van hátrább az egyezményes koordinált világidőtől (UTC). Itt találhatók az utolsó lakott területek, amelyek az új évet ünneplik.

## Alap időzónaként használó területek (egész évben)

### Óceánia
- Egyesült Államok
  -  Amerikai Szamoa
  - Az Amerikai Egyesült Államok lakatlan külbirtokai
    - Midway-atoll (ideiglenesen állomásozó személyzettel)
    - Jarvis-sziget
    - Palmyra-atoll
    - Kingman-zátony

- Új-Zéland
  -  Niue

## Történelmi változások
- Kiribati
  - A Phoenix-szigetek (ahol kizárólag a Kanton-sziget lakott) 24 órát ugrott át, így a nemzetközi dátumválasztó vonal keleti felére és az UTC+12:00 időeltolódásba került és kihagyta 1994. december 31-ét, amikor elhagyta ezt az időeltolódást adminisztratív folyamatainak megkönnyítése érdekében.[1]

- Új-Zéland
  - A Tokelau-szigetek szintén 24 órát ugrottak át, hogy a dátumválasztó keleti felére és az UTC+12:00 időeltolódásba kerüljenek, kihagyva 2011. december 30-át.[2]

- Szamoa

A Tokelau-szigetekhez hasonlóan 24 órát ugrottak át, hogy a dátumválasztó keleti felére és az UTC+12:00 időeltolódásba kerüljenek, kihagyva 2011. december 30-át, hogy egyszerűsítsék az Ausztráliával és Új-Zélanddal való kereskedelmet. Mindezt 119 évvel előzte meg az éppen ellentétes döntés, amely akkor az Európával és Amerikával történő kereskedelmet igyekezett élénkíteni.

## Időzóna ebben az időeltolódásban
| Időzóna neve angolul | Időzóna neve magyarul | Időzóna rövidítése |
| -------------------- | --------------------- | ------------------ |
| Samoa Standard Time  | Szamoai idő           | SST                |
| Niue Time            | Niuei idő             | NUT                |
| X-ray Time Zone[a]   | -                     | X                  |

## Megjegyzés
↑ a:  Katonai időzóna.

## Fordítás
Ez a szócikk részben vagy egészben  az   UTC−11:00 című angol Wikipédia-szócikk ezen változatának fordításán alapul.  Az eredeti cikk szerkesztőit annak laptörténete sorolja fel. Ez a jelzés csupán a megfogalmazás eredetét és a szerzői jogokat jelzi, nem szolgál a cikkben szereplő információk forrásmegjelöléseként.